# Unterseeboot 674
L'Unterseeboot 674 ou U-674 est un sous-marin allemand (U-Boot) de type VIIC utilisé par la Kriegsmarine pendant la Seconde Guerre mondiale.
Le sous-marin est commandé le 20 janvier 1941 à Hambourg (Howaldtswerke Hamburg AG), sa quille posée le 7 avril 1942, il est lancé le 8 mai 1943 et mis en service le 15 juin 1943, sous le commandement de l'Oberleutnant zur See Harald Muhs.
L'U-674 n'endommage ni ne coule aucun navire en trois patrouilles de 75 jours en mer.
Il est coulé par l'aéronef britannique en Mer de Norvège, en mai 1944.

## Conception
Unterseeboot type VII, l'U-674 avait un déplacement de 769 tonnes en surface et 871 tonnes en plongée. Il avait une longueur totale de 67,10 m, un maître-bau de 6,20 m, une hauteur de 9,60 m et un tirant d'eau de 4,74 m. Le sous-marin était propulsé par deux hélices de 1,23 m, deux moteurs diesel Germaniawerft M6V 40/46 de 6 cylindres en ligne de 1400 cv à 470 tr/min, produisant un total de 2 060 à 2 350 kW en surface et de deux moteurs électriques Siemens-Schuckert GU 343/38-8 de 375 cv à 295 tr/min, produisant un total 550 kW, en plongée. Le sous-marin avait une vitesse en surface de 17,7 nœuds (32,8 km/h) et une vitesse de 7,6 nœuds (14,1 km/h) en plongée. Immergé, il avait un rayon d'action de 80 milles marins (150 km) à 4 nœuds (7,4 km/h; 4,6 milles par heure) et pouvait atteindre une profondeur de 230 m. En surface son rayon d'action était de 8 500 milles nautiques (soit 15 700 km) à 10 nœuds (19 km/h). 
L'U-674 était équipé de cinq tubes lance-torpilles de 53,3 cm (quatre montés à l'avant et un à l'arrière) qui contenait quatorze torpilles. Il était équipé d'un canon de 8,8 cm SK C/35 (220 coups) et d'un canon antiaérien de 20 mm Flak. Il pouvait transporter 26 mines TMA ou 39 mines TMB. Son équipage comprenait 4 officiers et 40 à 56 sous-mariniers.

## Historique
Il reçut sa formation de base au sein de la 5. Unterseebootsflottille jusqu'au 31 janvier 1944, puis intégra sa formation de combat dans la 11. Unterseebootsflottille.
Il quitte Kiel en Allemagne pour sa première patrouille de guerre sous les ordres de l'Oberleutnant zur See Harald Muhs le 6 février 1944 pour opérer dans les eaux arctiques. L'U-674 rejoint le groupe Werwolf.
Le 23 février 1944, un appareil de la Luftwaffe signale le convoi JW 57, mais l'U-674 ne prend pas part aux attaques contre le convoi. Il rentre à Hammerfest après 24 jours en mer.
Le 27 mars 1944, le convoi JW 58 part du Loch Ewe avec une forte escorte de surface. Il est repéré, le 30 mars 1944, par un appareil de la Luftwaffe. Trois groupes de U-Boote sont déployés, dont le groupe Thor dont l'U-674 fait partie. Tôt le 1er avril 1944, l'U-674 attaque sans succès un destroyer de l'escorte, à l'est de l'île Jan Mayen. Il a également participé probablement à la dernière attaque contre le convoi. Il lance une torpille contre un destroyer, mais là aussi sans succès, au nord-nord-est de la presqu'île de Kola.
Le 30 avril 1944, l'U-674 rejoint le groupe Donner déployé contre le convoi RA 59 parti de Mourmansk le 28 avril 1944. Des attaques sont lancées sans succès contre son escorte dans la matinée du 30 avril 1944.
Le 2 mai 1944, il opère de nouveau contre le convoi RA 69. L'U-674 est envoyé par le fond à 6 h 25 du matin, au ouest-nord-ouest des îles Lofoten à la position 70° 32′ N, 4° 37′ E, par des charges de profondeur d'un Swordfish du Sqn 842 (FAA) provenant du porte-avions d'escorte HMS Fencer (D64) (en). Un autre Swordfish envoie par le fond l'U-959 le même jour à 16 h 45.
Les 49 membres d'équipage décédèrent dans cette attaque.

## Affectations
- 5. Unterseebootsflottille du 15 juin 1943 au 31 janvier 1944 (Période de formation).
- 11. Unterseebootsflottille du 1er février 1944 au 2 mai 1944 (Unité combattante).

## Commandement
- Oberleutnant zur See Harald Muhs du 15 juin 1943 au 2 mai 1944.

## Patrouilles
|       | Commandant        | Départ         | Départ     | Arrivée         | Arrivée    | Jours    | Succès |
| ----- | ----------------- | -------------- | ---------- | --------------- | ---------- | -------- | ------ |
| 1     | Oblt. Harald Muhs | 6 février 1944 | Kiel       | 29 février 1944 | Hammerfest | 24 jours |        |
| 2     | Oblt. Harald Muhs | 4 mars 1944    | Hammerfest | 5 avril 1944    | Hammerfest | 33 jours |        |
|       | Oblt. Harald Muhs | 6 avril 1944   | Hammerfest | 7 avril 1944    | Narvik     | 2 jours  |        |
| 3     | Oblt. Harald Muhs | 17 avril 1944  | Narvik     | 2 mai 1944      | Coulé      | 16 jours |        |
| Total | Total             | Total          | Total      | Total           | Total      | 75 jours | 0 t    |

Notes : Oblt. = Oberleutnant zur See

### Opérations Wolfpack
L'U-674 opéra avec les Wolfpacks (meute de loups) durant sa carrière opérationnelle.
- Werwolf (23-28 février 1944)
- Boreas (4-5 mars 1944)
- Orkan (5-10 mars 1944)
- Hammer (10 mars - 4 avril 1944)
- Donner & Keil (20 avril - 2 mai 1944)